# Centro storico di Città del Messico
Il centro storico di Città del Messico (in spagnolo Centro Histórico de la Ciudad de México), noto anche come Centro o Centro Histórico, è il quartiere centrale di Città del Messico.
Ai fini della conservazione archeologica, l'Instituto Nacional de Antropología e Historia messicano stabilì i confini del centro storico al nord con la via República de Honduras, al sud con la via José María Izazaga, all'est con il viale Anillo de Circunvalación e all'ovest con il viale Paseo de la Reforma. Al centro vi è la piazza della Costituzione (conosciuta informalmente come Zócalo). Questa è anche l'area considerata Patrimonio dell'umanità dall'UNESCO.
Questa sezione della capitale si trova nella Delegazione Cuauhtémoc, si estende per 9,7 km², contiene 668 isolati e 9.000 edifici, di cui 1.550 dichiarati di importanza storica. La maggior parte di questi edifici storici sono stati costruiti tra il XVI e il XX secolo. È diviso in due zone a scopo di conservazione. La zona A comprende la città preispanica e la sua espansione dal periodo vicereale fino all'indipendenza. La zona B copre le aree tutte le altre costruzioni della fine del XIX secolo ritenute indispensabili per la conservazione del patrimonio architettonico e culturale della zona.
È qui che gli spagnoli iniziarono a costruire l'odierna Città del Messico nel XVI secolo sulle rovine della conquistata Tenochtitlán, capitale dell'impero azteco. In quanto centro dell'antico impero azteco e sede del potere della colonia spagnola della Nuova Spagna, il Centro Historico contiene la maggior parte dei siti storici della città di entrambe le epoche e un gran numero di musei, motivo per il quale l'UNESCO lo ha nominato Patrimonio dell'umanità.

## Storia

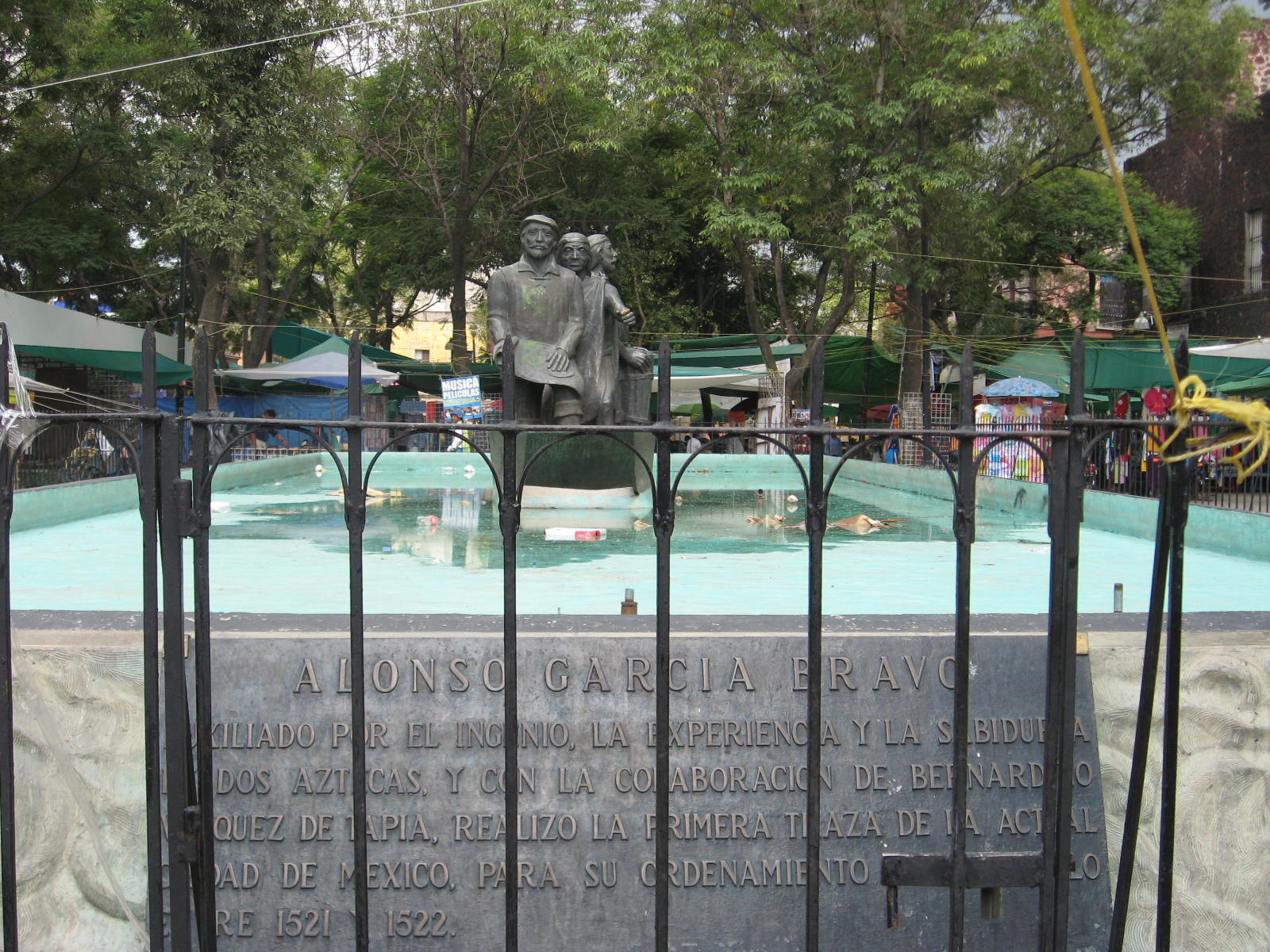
Fontana con il busto di Alonso Garcia Bravo

Quello che oggi è il centro storico di Città del Messico è più o meno correlato all'antica città azteca di Tenochtitlán, fondata intorno al 1325. In epoca preispanica la città si sviluppò in maniera pianificata, con strade e canali allineati secondo le direzioni cardinali, che portavano a ordinati isolati quadrati. L'isola su cui fu fondata la città era divisa in quattro calpullis o quartieri, a loro volta divisi dalle strade principali nord-sud che portano a Tepeyac e Iztapalapa e dalla strada ovest-est che porta a Tacuba e ad una diga nel lago. I calpullis erano chiamati Cuepopan, Atzacualco, Moyotla e Zoquipan, e ciascuno aveva suddivisioni e un "tecpan" o consiglio distrettuale. L'intersezione di queste strade era il centro della città e del mondo azteco. Qui c'erano il Templo Mayor, i palazzi dei tlatoani o imperatori, i palazzi dei nobili come la "Casa dei Demoni" e la "Casa dei Fiori". Qui si trovavano anche le due scuole azteche più rinomate: la Telpuchcalli per gli studi secolari e la Calmecac per la formazione sacerdotale. Quando arrivarono poi gli spagnoli, si fecero costruire anche acquedotti da Moctezuma Ilhuicamina e Ahuitzotl, e una grande diga costruita ad est della città.
Dopo la conquista spagnola, il progetto è rimasto in gran parte intatto, soprattutto grazie agli sforzi di Alonso Garcia Bravo, che ha supervisionato gran parte della ricostruzione della città. Questa ricostruzione ha conservato molte delle arterie principali come Tenayuca, ribattezzata Vallejo; Tlacopan, ribattezzata México Tacuba, e Tepeyac, ora chiamata Calzada de los Misterios. Mantennero anche le principali divisioni della città, aggiungendo prefissi cristiani ai nomi come San Juan Moyotla, Santa María Tlaquechiuacan, San Sebastián Atzacualco e San Pedro Teopan. In effetti, la maggior parte del centro storico è costruita con le macerie della città azteca distrutta.
Un certo numero di persone durante questo periodo, tutti spagnoli, accumularono vaste ricchezze principalmente attraverso l'estrazione e il commercio nei secoli XVII e XVIII. Questa ricchezza si riflette nei vari palazzi sparsi nel centro come il Palazzo di Iturbide e la Casa de los Azulejos (Casa delle piastrelle). Questa casa è stata costruita nel XVI secolo in stile arabo ma le sue piastrelle omonime sono state aggiunte nel 1747 quando il Conte della Valle di Orizaba ha ordinato le piastrelle Talavera da Puebla.
Nella prima parte del XX secolo, a seguito della vicinanza all'America Latina dell'allora ministro della Pubblica Istruzione José Vasconcelos, molte delle strade a nord e ad ovest dello Zocalo furono ribattezzate con il nome dei paesi dell'America Latina.

## Lo Zócalo e i siti circostanti
Storicamente, lo Zócalo, o piazza principale, è stato un luogo per eventi culturali raffinati e popolari. Alcuni esempi di eventi tenuti qui di recente sono il servizio fotografico di Spencer Tunick, il museo Ashes and Snow e un evento di skateboard/BMX che ha attirato 50.000 giovani il 24 agosto 2008. Il Festival de México è un evento annuale con programmi dedicati all'arte e al mondo accademico. È stato utilizzato inoltre per le proteste di livello nazionale come quelle organizzate da Lopez Obrador dopo le elezioni presidenziali del 2006 e la protesta nazionale contro la criminalità tenutasi il 30 agosto 2008.
Appena fuori dallo Zócalo si trovano il Palacio Nacional, la Cattedrale Metropolitana, il Templo Mayor con il suo museo annesso e l'edificio Nacional Monte de Piedad. Il Palacio Nacional confina con l'intero lato est dello Zocalo e contiene gli uffici del Presidente del Messico, il Tesoro Federale, l'Archivio Nazionale, nonché murales raffiguranti la vita preispanica, tra i quali un grande murales che riempie la scalinata centrale raffigurante l'intera storia della nazione messicana dalla conquista in poi. Questo palazzo è stato costruito sulle rovine del palazzo di Montezuma II a partire dal 1521, utilizzando la stessa pietra tezontle utilizzata per costruire il palazzo azteco. Fu originariamente della famiglia di Hernán Cortés fino a quando il re di Spagna non lo acquistò per ospitare i viceré della Nuova Spagna e rimase tale (nonostante sia stato distrutto e ricostruito di nuovo nel 1692) fino all'indipendenza del Messico. Di fronte allo Zócalo sopra un balcone centrale si trova la Campana di Dolores, che viene suonata dal presidente ogni 15 settembre per celebrare l'indipendenza.

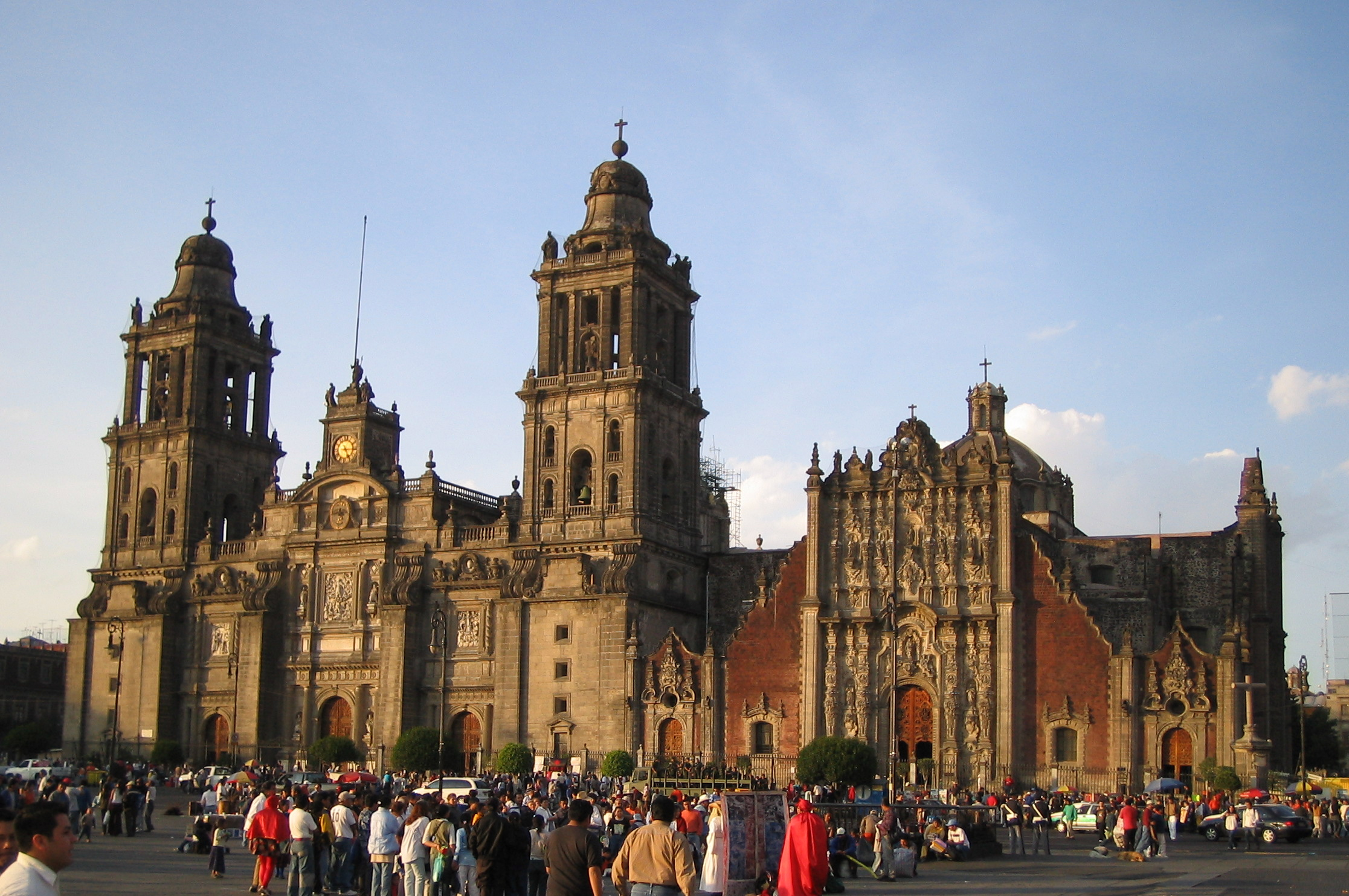
La Cattedrale Metropolitana di Città del Messico

La Cattedrale Metropolitana, dedicata all'Assunzione della Santissima Vergine Maria, occupa l'estremità nord dello Zócalo. Il sito originariamente faceva parte del Sacro Recinto azteco (chiamato teocalli) e conteneva il principale tzompantli, o rastrelliera per i teschi delle vittime del sacrificio. La prima chiesa fu eretta tra il 1524 o il 1526 e il 1532 e fu elevata al rango di cattedrale il 2 settembre 1530 da papa Clemente VII. Le fondamenta per una nuova cattedrale furono iniziate nel 1562 e la prima pietra fu posta nel 1573 al tempo dell'arcivescovo Pedro Moya de Contreras e del IV viceré. Nonostante i lavori non fossero stati conclusi, la cattedrale ricevette la sua prima dedicazione il 2 febbraio 1656. Il completamento nel 1813 delle aggiunte neoclassiche progettate da Manuel Tolsa è stato celebrato il 15 agosto 2013 dal cardinale Carrera che ha aperto ed è entrato dalla Porta Santa al centro della facciata prima di celebrare la messa pontificale nella cattedrale.
Tra il 1989 e il 2000 sono stati condotti ampi lavori di ingegneria per arrestare e rettificare i danni e le distorsioni provocate alla struttura dal ritmo e dall'entità irregolari del cedimento dell'edificio provocato dal continuo cedimento del terreno su cui sorge. Il tutto è iniziato con il drenaggio del lago della Valle del Messico iniziato nel 1607 ed è continuato con la riduzione della falda acquifera causata dal pompaggio di acqua per l'utilizzo da parte della popolazione in rapida espansione di Città del Messico. L'ultimo dei puntelli provvisori che aveva deturpato l'interno dell'edificio durante i lavori di ingegneria è stato rimosso il 28 novembre 2000.

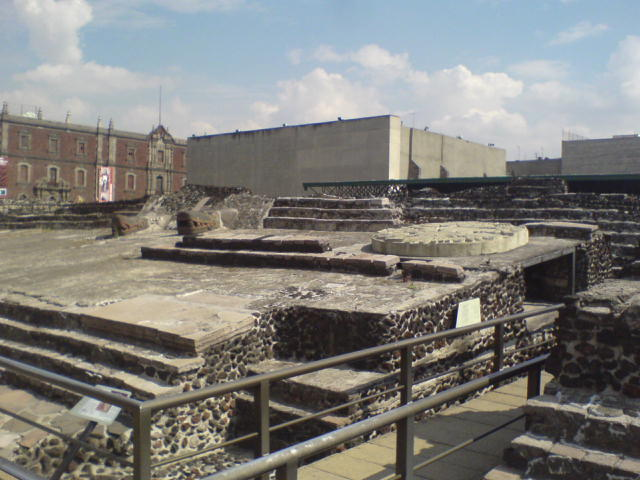
Il sito archeologico Templo Mayor

Il sito archeologico e museo di Templo Mayor, è il centro dell'antico teocalli, situato ora appena a nord-est dello Zócalo. Fu demolito da Hernán Cortés nel 1520 e la sua posizione dimenticata. Il sito esatto è stato determinato all'inizio del XX secolo, ma la decisione di scavare non è stata presa fino al 1978, quando gli elettricisti si sono imbattuti in un disco di pietra di otto tonnellate raffigurante la dea azteca Coyolxauhqui. Gli scavi hanno portato alla luce una piramide costruita in più strati.
L'edificio Nacional Monte de Piedad è il banco dei pegni nazionale, fondato nel 1775 e uno dei più grandi negozi di seconda mano del mondo. In questo sito c'erano case appartenute all'ultimo sovrano azteco, Montezuma II, che Hernán Cortés prese per proprie dopo la conquista. Queste case originariamente si estendevano dalle odierne strade Isabel la Catolica, Madero, Tacuba e Monte de Piedad, spingendo un cronista, Cervantes de Salazar a commentare che la residenza non era un palazzo ma piuttosto un'altra città.

## Monumenti a nord dello Zócalo

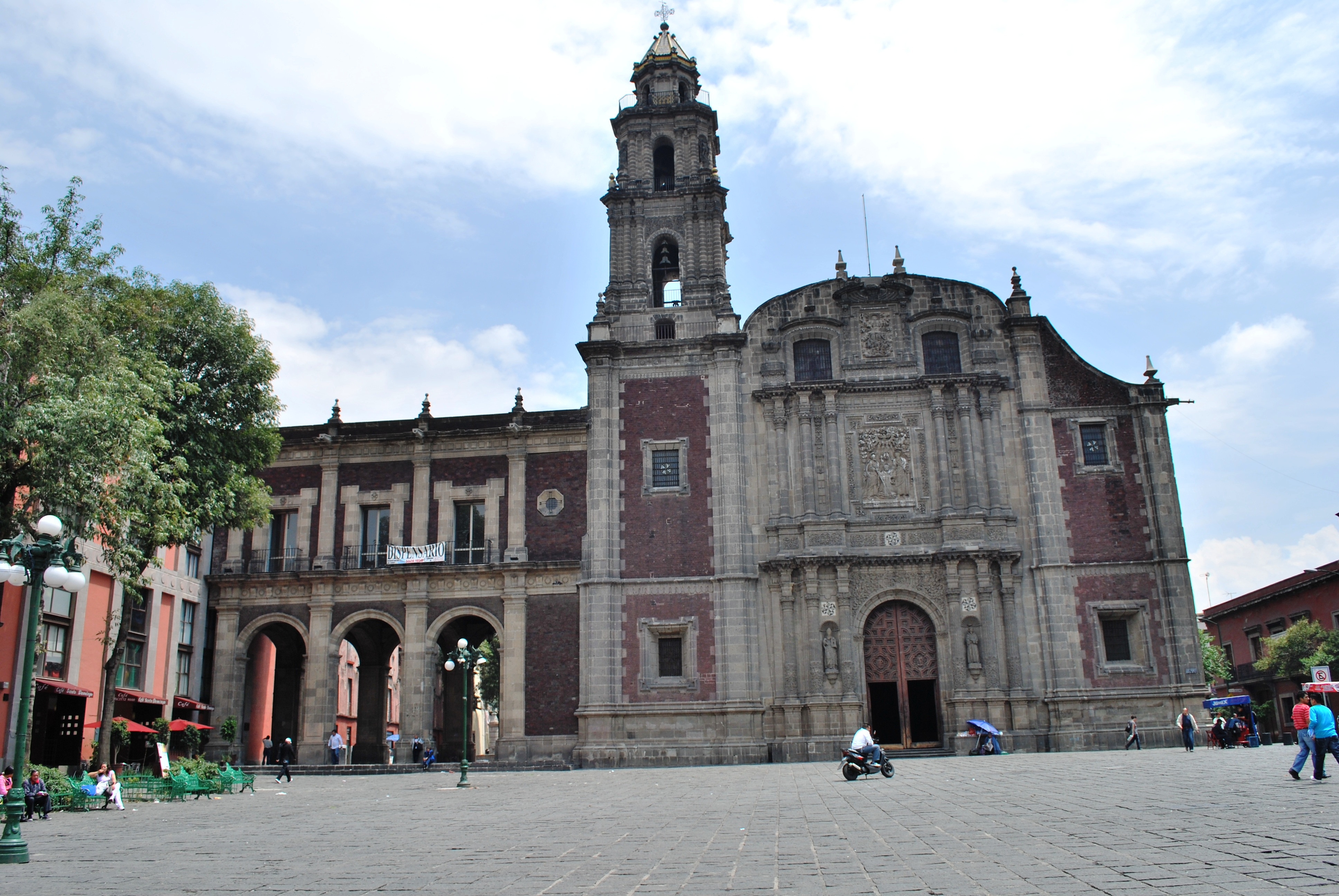
Facciata della Chiesa di Santo Domingo

Santo Domingo si riferisce alla Chiesa di Santo Domingo e alla piazza adiacente. Entrambi si trovano a tre isolati a nord della cattedrale metropolitana di Città del Messico, seguendo via República de Brasil con via Belisario Domínguez che le separa. Ufficialmente conosciuta come Cappella del Señor de la Expiación, la chiesa si trova sul lato nord di Belisario Domínguez e si affaccia sulla piazza. È tutto ciò che resta del primo convento fondato nella Nuova Spagna. A sud della chiesa si trova Plaza San Domingo. È affiancato a ovest dal Portal de Evangelistas, che è un colonnato toscano con archi a tutto sesto. In questo Portale lavorano scrivani con macchine da scrivere e macchine da stampa antiche. Gli scribi offrono i loro servizi a clienti analfabeti, e spesso sono servizi simili a quelli di avvocati, consulenti e consulenti finanziari. Una statua di Josefa Ortiz de Domínguez, un'eroina della Guerra d'indipendenza messicana, si trova in una fontana al centro della piazza.

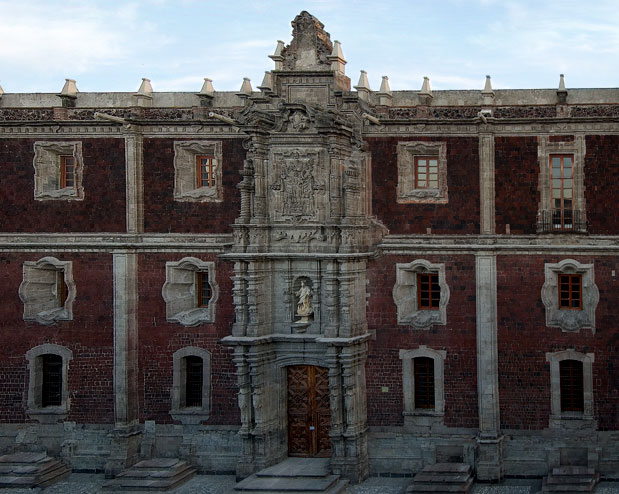
Una parte della facciata dell'ex Collegio San Ildefonso, oggi un museo.

Il Collegio San Ildefonso è attualmente un museo e un centro culturale considerato il luogo di nascita del movimento murale messicano. Il museo ha mostre d'arte e archeologiche permanenti e temporanee oltre ai numerosi murales dipinti sulle sue pareti da José Clemente Orozco, Diego Rivera e altri. Il complesso si trova tra le vie San Ildefonso e Justo Sierra nel centro storico di Città del Messico.
- Secretaría de Educación Pública in Calle Argentina
- Centro Cultural de España (Centro Culturale della Spagna), situato in via Republica de Guatemala a nord della Cattedrale di Città del Messico
- Museo Archivio di Fotografia, situato all'angolo tra le vie Republica de Guatemala e Republica de Argentina
- Teatro Lirico, situato in via Republica de Cuba
- Antigua Escuela de Economía, situata in via Republica de Cuba
- Colegio Nacional, situato nell'edificio del Colegio Nacional, situato in via Luis Gonzalez Obregon
- Vecchio edificio della dogana, sulla Republica de Brasil, appena fuori da Plaza Santo Domingo
- Palazzo dell'Inquisizione (Museo della Medicina Messicana) situato sulla Republica de Brasil.

## Monumenti a sud dello Zócalo

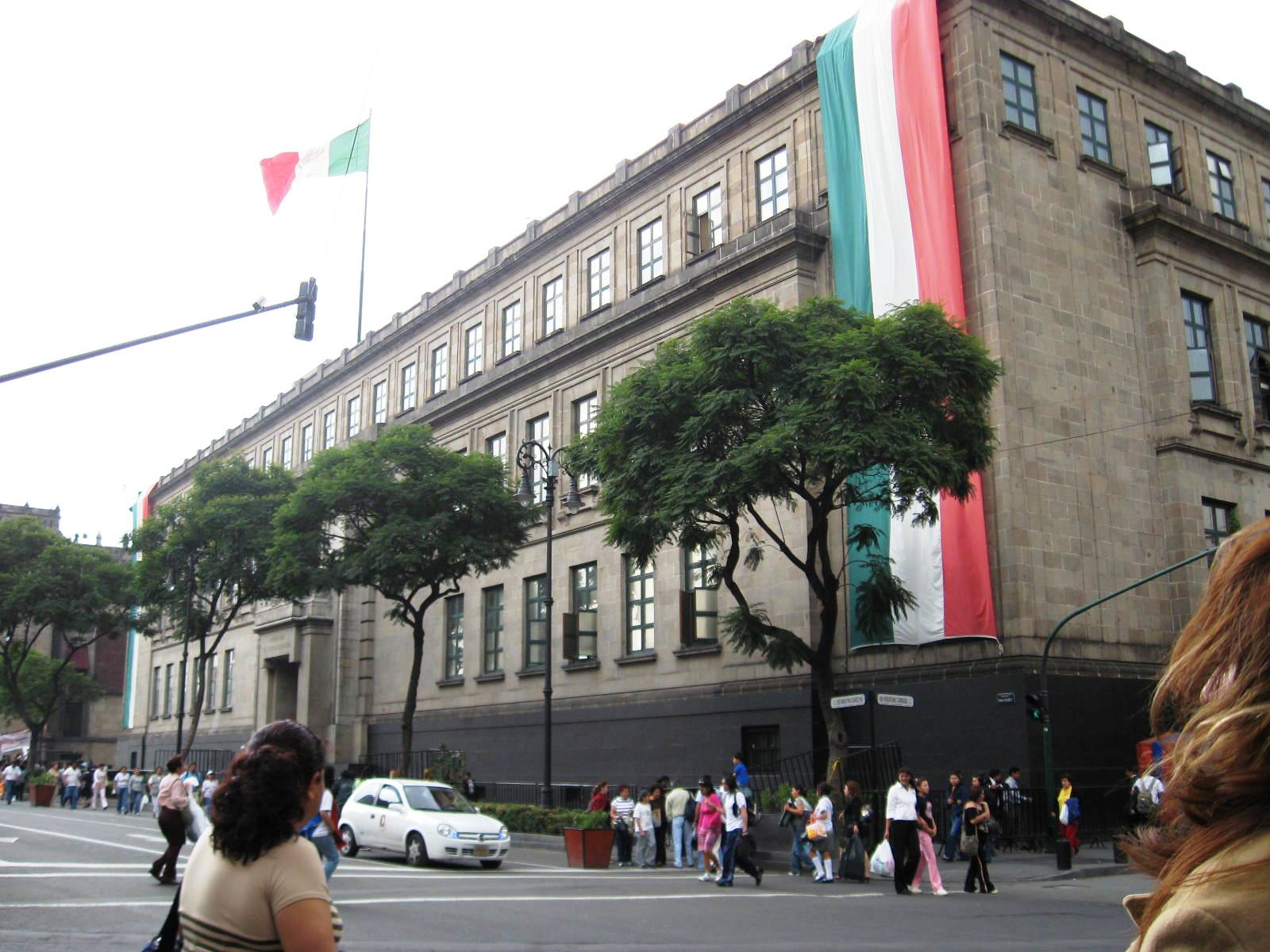
Suprema Corte

La Corte Suprema di Giustizia della Nazione si trova appena fuori dalla piazza principale di Città del Messico, agli angoli delle strade Pino Suárez e Carranza. Fu costruito tra il 1935 e il 1941 da Antonio Muñoz Garcia. Prima della Conquista dell'impero azteco, questo sito era riservato al rituale noto come "Danza de los Voladores de Papantla" che è praticato ancora oggi a Papantla. La sua proprietà fu contesa durante gran parte del periodo coloniale, diventando infine il sito di un mercato molto grande noto come El Volador. L'interno dell'edificio contiene quattro pannelli dipinti nel 1941 da José Clemente Orozco, due dei quali sono denominati "Movimento del lavoro sociale" e "Ricchezza nazionale". C'è anche un murale realizzato dall'artista americano George Biddle intitolato "Guerra e pace" all'ingresso della biblioteca.
- Tempio di Sant'Agostino situato in Avenida Republica de El Salvador
- L'originale negozio El Palacio de Hierro situato in via Carranza e 20 de noviembre
- I grandi magazzini originali di Liverpool in via Carranza e 20 de noviembre
- Casa di Sant'Agostino Situata nelle strade Republica de Uruguay e 5 de Febrero
- La Cappella della Santissima Concezione di Tlaxcoaque, una delle chiese più antiche di Città del Messico su Fray Servando de Mier
- Chiesa di San Bernardo allo Zocalo

## Monumenti ad ovest dello Zócalo

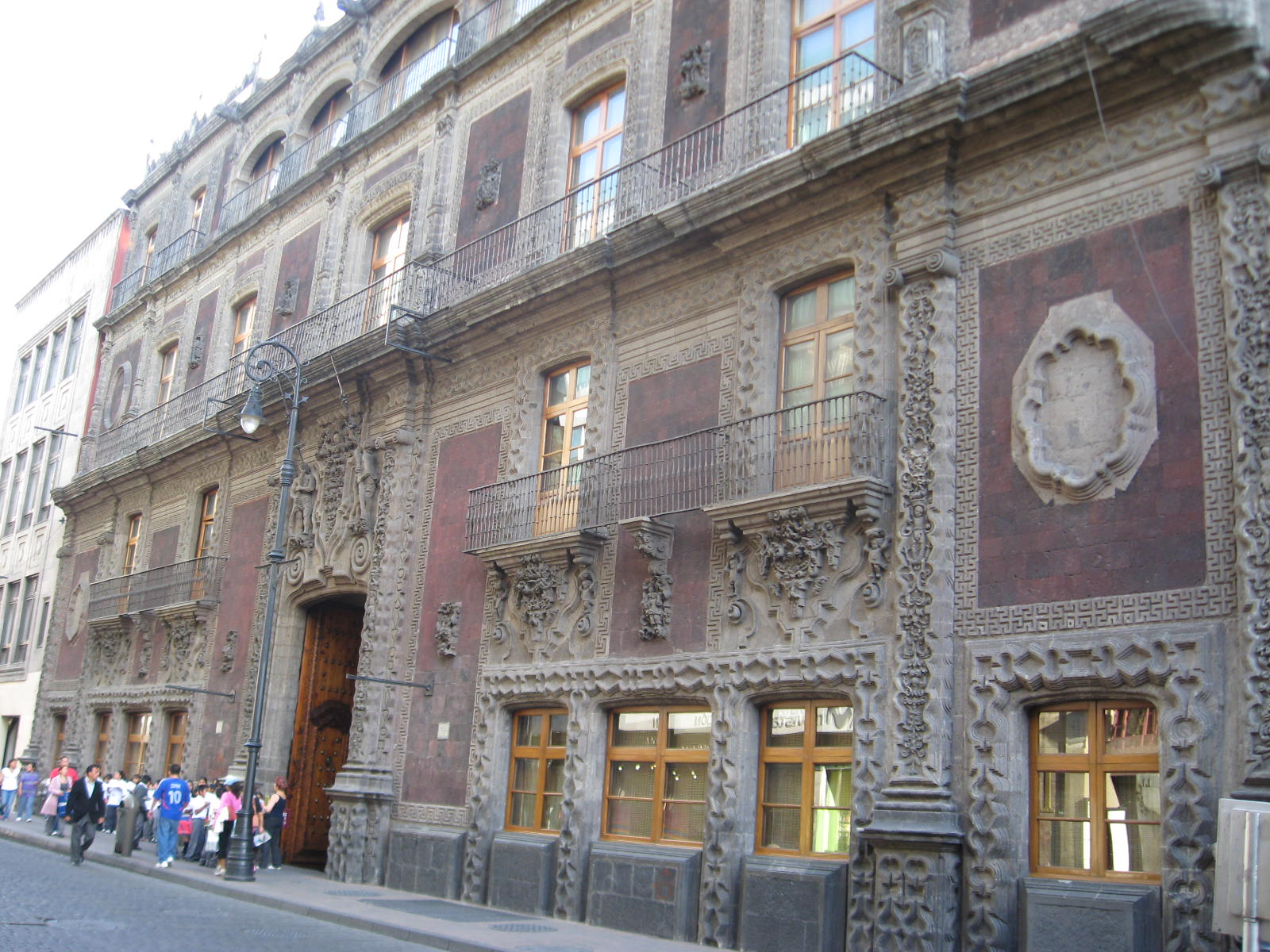
Facciata del Palazzo di Iturbide

Il Palazzo di Iturbide, situata nel centro storico di Città del Messico in via Madero 17, fu costruita dal Conte di San Mateo Valparaíso nel XVIII secolo come regalo di nozze per sua figlia. Ha guadagnato il nome di "Palazzo di Iturbide" perché Agustín de Iturbide visse e accettò la corona come primo imperatore del Messico lì dopo l'indipendenza dalla Spagna. Oggi l'edificio restaurato ospita la Fomento Cultural Banamex ed è stato ribattezzato Palacio de Cultura Banamex.
La Torre Latinoamericana, è uno dei grattacieli più famosi dell'America Latina. Fu iniziata nel 1948 e completata nel 1956 ed è alta 182 metri, antenne comprese. Si trova all'angolo tra Eje Central e calle Juarez. Era la torre più alta del Messico prima della costruzione della Torre Pemex. L'edificio è sopravvissuto a due grandi terremoti da quando è stato costruito, uno nel 1957 e l'altro nel 1985.
Il Museo Nacional de Arte (MUNAL) è il Museo Nazionale d'Arte Messicano, situato nel centro storico di Città del Messico. Il museo è ospitato in un edificio neoclassico. Ospita una collezione che rappresenta la storia dell'arte messicana dalla tarda epoca preispanica all'inizio del XX secolo. È riconoscibile dalla grande statua equestre di Manuel Tolsá di Carlo IV di Spagna. Originariamente si trovava nella Piazza della Costituzione ma fu spostato in più luoghi, non per deferenza nei confronti del re ma piuttosto per conservare un'opera d'arte, secondo la targa alla base. È giunto nella sua posizione finale nel 1979.

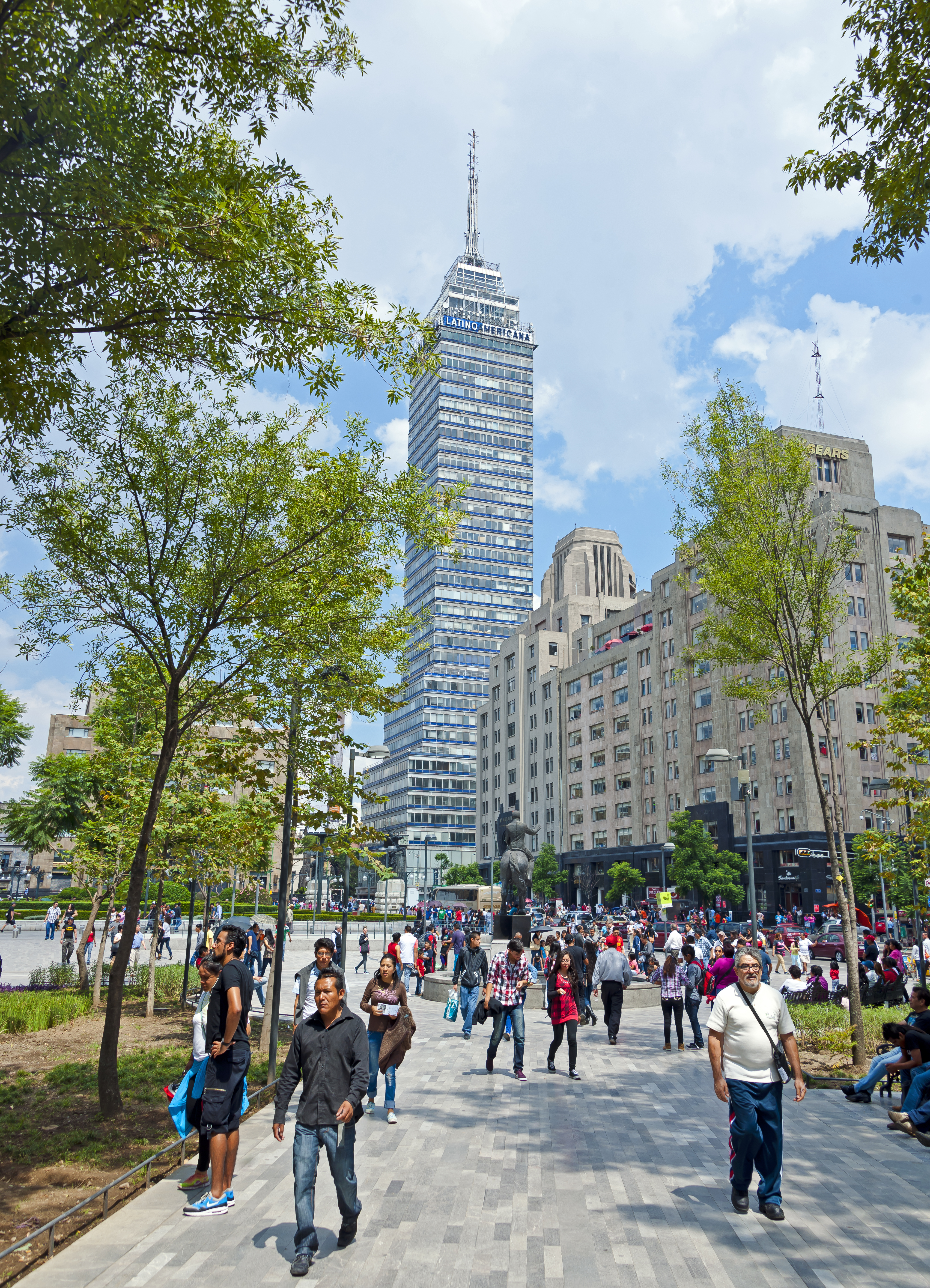
Torre Latinoamericana

Il Palacio de Correos de Mexico (Palazzo Postale di Città del Messico) noto anche come "Correo Mayor" si trova nel centro storico di Città del Messico, sull'Eje Central Lázaro Cárdenas vicino al Palacio de Bellas Artes. È un edificio dei primi del XX secolo costruito nello stile di un palazzo rinascimentale italiano. È stato progettato dall'italiano Adamo Boari, che ha anche progettato parte del Palacio de Bellas Artes dall'altra parte della strada.
- Casa de los Azulejos un ex palazzo completamente ricoperto di piastrelle Puebla blu e bianche tra Avenida Madero e Avenida Cinco de Mayo
- Colegio de Minería (College of Mining) su calle Tacuba
- Museo dell'esercito messicano originariamente ospedale di Betlemme, situato a Tacuba e Mata
- Giardino della Triplice Alleanza all'angolo tra Tacuba e Mata
- Cámara de Senadores in via Xicoténcatl
- Museo de Estanquillo (cartoni animati e riviste) all'angolo tra Isabel la Catolica e Madero
- Tempio di San Felipe Neri "La Profesa" con collezione di opere d'arte dal XVII al XX secolo e visite guidate il sabato dalle ore 1200 alle ore 14.00
- Museo interattivo dell'economia in calle Tacuba
- Chiesa di Santa Clara - Biblioteca del Congresso all'angolo tra Tacuba e Mata
- Camere del Senato del Messico all'angolo delle strade Donceles e Xicotencatl
- Camera dei Deputati in via Donceles
- Teatro de la Ciudad in via Donceles
- Academia Mexicana su Donceles 66

## Monumenti ad est dello Zócalo
Il Museo de la Secretaría de Hacienda y Crédito Público è un museo d'arte ospitato in quello che una volta era il Palacio del Arzobispado (Palazzo dell'Arcivescovado), costruito nel 1530 sotto Frate Juan de Zumárraga sulla base della piramide distrutta dedicata al dio azteco Tezcatlipoca. Rimase sede arcivescovile fino al 1867, anno in cui vi fu istituita la Ragioneria del Ministero delle Finanze. Il moderno museo ospita una mostra dedicata a questo dio e una vasta collezione d'arte.

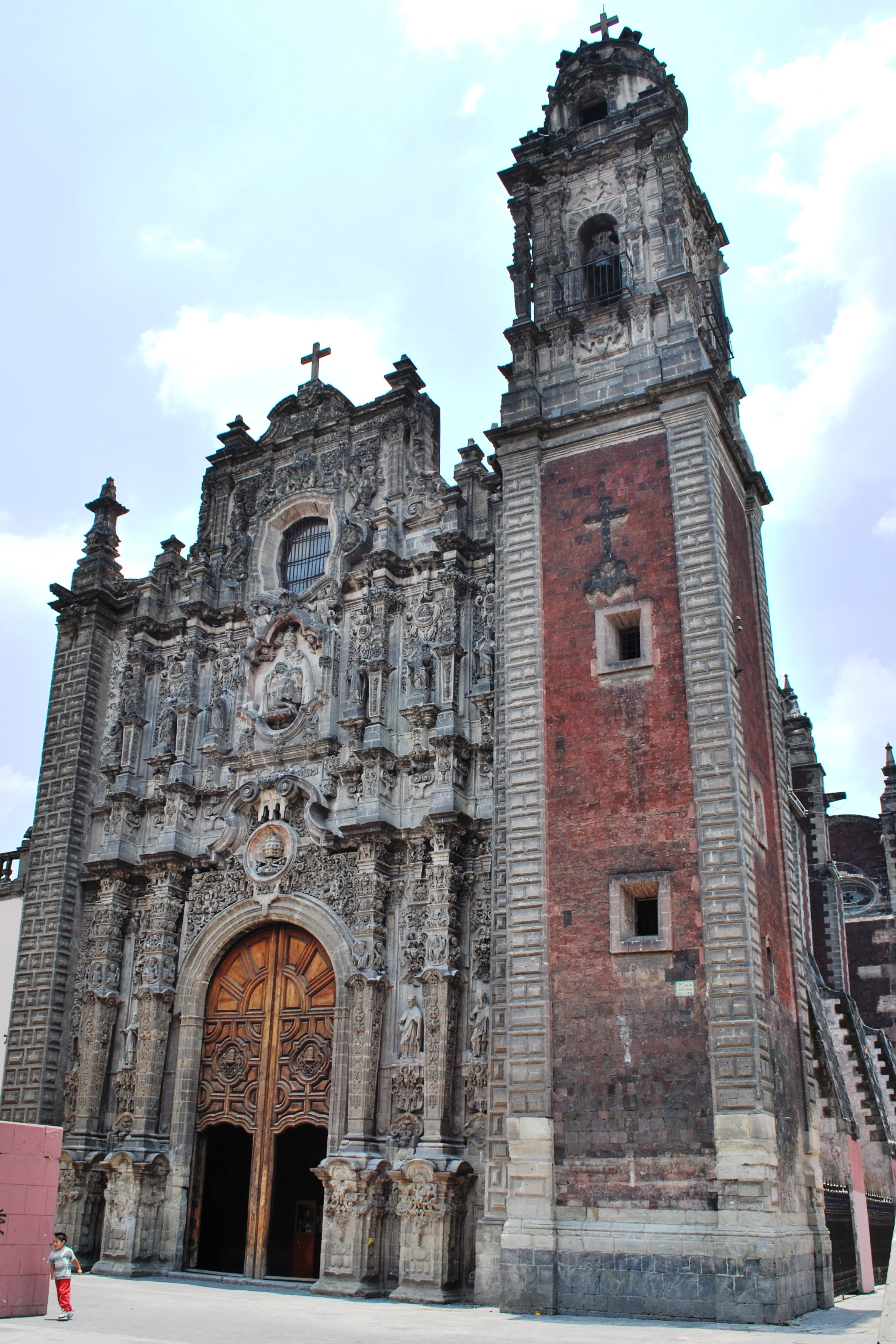
Facciata di La Santísima

La chiesa La Santísima si trova all'angolo delle strade La Santísima e Emiliano Zapata. Il suo nome completo è Tempio e Ospedale della Santissima Trinità (Templo y Antiguo Hospital de la Santisíma Trinidad). La chiesa fu costruita tra il 1755 e il 1783 come tempio per l'annesso ospedale/ospizio per sacerdoti. La chiesa conserva ancora la sua funzione originale, ma l'annesso ospedale e gli uffici sono passati in mani private con solo parti delle strutture originali ancora intatte e conservate. La chiesa è nota anche per il fatto che è sprofondata di quasi tre metri da quando è stata costruita.
Il Museo José Luis Cuevas si trova appena fuori dalla piazza principale, in un edificio che era il convento della vicina Chiesa di Santa Ines (Agnese di Roma). Questo convento fu fondato nel 1600 da Don Diego Caballero e sua moglie Doña Inés de Velasco. Il convento è esistito fino al 1861, quando, a causa della legge sulla nazionalizzazione dei beni ecclesiastici, tutti i conventi e i monasteri del paese furono sciolti. La chiesa del convento e la residenza sono state separate e la Chiesa di Santa Inés mantiene ancora la sua funzione originale. La residenza divenne proprietà privata, funzionando principalmente come case popolari fino a quando l'artista José Luis Cuevas acquistò la proprietà con l'intenzione di restaurarla e fondare l'attuale museo dedicato alla sua arte e all'arte contemporanea dell'America Latina.
La casa della prima tipografia nelle Americhe, all'angolo tra le vie Moneda e Licenciado Primo Verdad era la sede della prima tipografia/stampa nel Nuovo Mondo. La casa fu originariamente costruita da Gerónimo de Aguilar nel 1524 e si trova all'estremità di quello che era il recinto sacro del Templo Mayor prima della Conquista.
- Cattedrale Nuestra Señora de Balvanera e Santuario di San Charbel, costruito nel XVII secolo situato a Rep Uruguay e Correo Mayor,
- Palacio de la Autonomia de UNAM, (Palazzo dell'Autonomia UNAM) situato al largo di calle Moneda,
- Departamento de Estadistica Nacional (Dipartimento di Statistica Nazionale) edificio su Correo Mayor.